# Cinnamomum baileyanum
Cinnamomum baileyanum är en lagerväxtart som först beskrevs av Ferdinand von Mueller och Frederick Manson Bailey, och fick sitt nu gällande namn av Francis. Cinnamomum baileyanum ingår i släktet Cinnamomum och familjen lagerväxter. Inga underarter finns listade i Catalogue of Life.